# Loudéac
Loudéac (en bretó Loudieg, gal·ló Loudia) és un municipi francès, situat a la regió de Bretanya, al departament de Costes del Nord. L'any 1999 tenia 9.371 habitants.

## Demografia
| 1962                                       | 1968 | 1975 | 1982 | 1990 | 1999 |
| ------------------------------------------ | ---- | ---- | ---- | ---- | ---- |
| 5925                                       | 7212 | 9150 | 9729 | 9820 | 9371 |
| Des de 1962: població sense dobles comptes |      |      |      |      |      |

## Administració

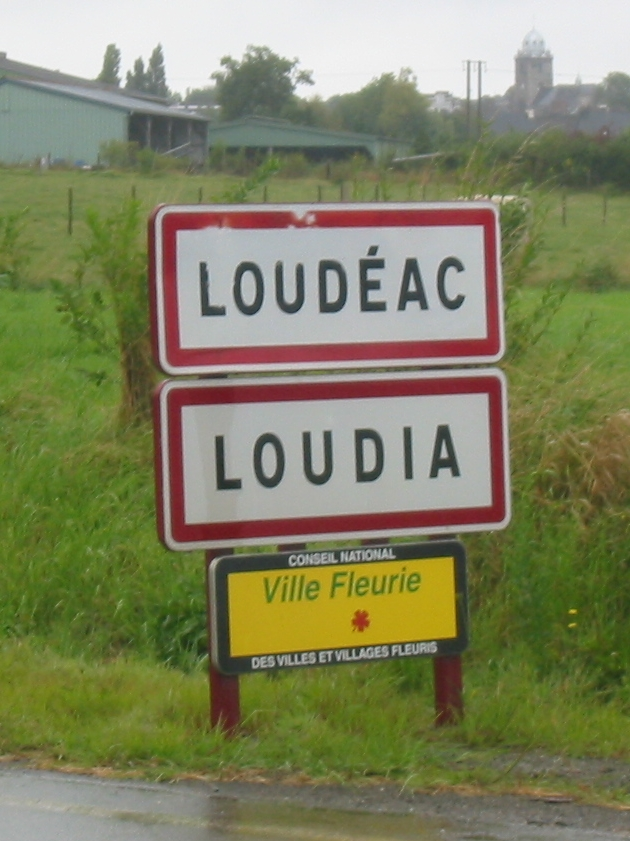
Cartell bilingüe en francès i en gal·ló

| Període   | Identitat      | Partit        |
| --------- | -------------- | ------------- |
| 1965-1977 | Pierre Étienne |               |
| 1977-1989 | Yves Ropers    |               |
| 1989-2001 | Didier Chouat  | PS            |
| 2001-     | Gérard Huet    | Divers droite |